# Томићи (Врбовско)
Томићи су насељено мјесто града Врбовског, у Горском котару, у Приморско-горанској жупанији, Република Хрватска.

## Географија
Томићи се налазе око 12,5 км сјеверозападно од Врбовског.

## Становништво
Према попису становништва из 2011. године, насеље Томићи је имало 13 становника.
| Националност       | 1991. | 1981. | 1971. | 1961. |
| Срби               | 12    | 12    | 28    | 41    |
| Југословени        | 3     | 2     |       |       |
| Хрвати             | 3     | 6     | 6     | 9     |
| остали и непознато |       |       |       |       |
| Укупно             | 18    | 20    | 34    | 50    |

| Демографија | Демографија | Демографија |
| Година      | Становника  | Становника  |
| ----------- | ----------- | ----------- |
| 1961.       | 50          |             |
| 1971.       | 34          |             |
| 1981.       | 20          |             |
| 1991.       | 18          |             |
| 2001.       | 18          |             |
| 2011.       |             | 13          |